# Marie-Madeleine Agnès de Gontaut Biron
Marie-Madeleine Agnès de Gontaut Biron, Marquise de Nogaret, även känd som Mademoiselle de Biron, född 1653, död 1724, var en fransk hovfunktionär. Hon var mätress till Ludvig XIV 1680-1683. 

## Biografi
Hon var dotter till general François de Gontaut, Marquis de Biron et Baron de Saint Blancard och Elisabeth de Cossé-Brissac. 
Hon var fille d’honneur (hovfröken) till kronprinsessan Maria Anna Victoria av Bayern 1679-1688. Enligt Madame de Caylus var hon inte vacker och försökte istället skaffa sig inflytande genom intriger. Hennes relation med kungen var diskret och hon lyckades inte skaffa sig något inflytande eller maktposition vid hovet; det sades att den enda fördel hon fick av affären var att få ett fördelaktigt aristokratiskt äktenskap arrangerat åt sig. 
Hon gifte sig 1688 med markis Louis de Louet de Calvisson de Nogaret och avslutade därmed sin hovtjänst. Hon blev fattig barnlös änka 1690. Hon återvände till hovet och var 1692-1712 dame du palais år Marie-Adélaïde av Savojen, vars personliga vän hon blev; när denna avled 1712 bosatte hon sig i ett kloster. 